# Kailash Gas (schip, 1992)
De Kailash Gas is vooral in België bekender onder haar oude naam Flanders Harmony. Het schip is een van de laatste schepen die in 1992 door de Boelwerf gebouwd werden. Bouwnummer 1539. Het is een lpg-gastanker, toentertijd uit de vloot van Exmar, onder Luxemburgse vlag. Het was op dat moment de grootste LPG tanker ter wereld.
Het schip was in het nieuws op 26 april 1998, omdat aan boord twee Algerijnse verstekelingen waren aangetroffen. Ze zijn in Bethioua in Algerije overgedragen aan de plaatselijke autoriteiten.
Het schip is in 2014 verkocht en heet nu Kailash Gas. Het vaart tegenwoordig onder Panamese vlag.